# Жилинская, Нина Ивановна
Нина Ивановна Жилинская (урождённая Кочеткова; 1926, Подольск — 1995, Москва) — советский и российский скульптор, живописец и график. Жена художника Дмитрия Жилинского, мать художницы Ольги Жилинской и Василия Жилинского.

## Биография
Нина Кочеткова родилась в Подольске 18 декабря 1926 года (по другим данным — 29 декабря). В 1945 году поступила в Московский архитектурный институт, но в 1947 году перевелась в Московский институт прикладного и декоративного искусства (МИПИДИ). Училась у А. А. Дейнеки и В. И. Дерунова. В 1952 году МИПИДИ был ликвидирован, и Нина Жилинская закончила своё образование в Высшем художественно-промышленном училище в Ленинграде. Темой её дипломной работы был проект памятника К. А. Тимирязеву (руководитель В. И. Дерунов). Также училась скульптуре у А. Е. Зеленского и И. С. Ефимова, а живописи — у Е. Л. Коровай.
В 1952 году Нина Кочеткова вышла замуж за художника Дмитрия Жилинского. Супруги жили в Москве в Новогирееве в одном доме с И. С. Ефимовым и В. А. Фаворским.
Нина Жилинская принимала участие в художественных выставках с 1954 года. Член Союза художников СССР с 1955 года. Принимала участие в групповых выставках в Москве в 1959 (Асерьянц и другие) и 1979 годах (Берендгоф и другие). Персональные выставки Нины Жилинской проходили в Москве в 1996 и 1997 годах, а также в Обнинске, Туле и Серпухове.
Работала преимущественно в станковой и декоративной скульптуре. Зарекомендовала себя как автор жанровых композиций, в ряд произведений добавляла цвет. Первой в СССР стала создавать скульптурные пейзажи и натюрморты в стиле необарокко, развивала традиции авангардного искусства, деформировала в своих работах человеческое тело. Для её работ характерны «динамика, драматический пафос, дух борьбы и страдания». В 1985 году перенесла инсульт, потеряла способность владеть правой рукой и говорить. Научившись работать левой рукой, художница последние десять лет жизни работала в технике рисунка и живописи.
Умерла в Москве 26 февраля 1995 года.

## Работы
- «Лето» (фарфор, 1957)[3]
- «Строительница» (кованая медь, 1959, ГРМ)[3]
- «Разговор об искусстве» (гипс, 1959)[3]
- «Взрослые и дети» (железо, пайка, гипс тонированный, 1960)
- «В. А. Фаворский с детьми» (шамот, 1964)[3]
- Композиция из 3-х групп — «Падающий» (кованая медь, 1965), «Рождение» (дерево, 1965—1969) и «Юноши» (дерево, 1965—1969)[3]
- «Семья» (дерево, 1969)[3]
- «Обнаженная в кресле» (глина с шерстью, 1971)[3]
- «Художник и модель» (фаянс, 1971; варианты — дерево, 1972, камень, дерево 1974)[3]
- «Кормящая» (терракота, 1972, ГРМ)[3]
- Памятник «Дерево» (бетон, 1972, колхоз «Дружба народов», Джанкой)[1]
- «Несущая груз» (глина с шерстью, 1973)[3]
- «Исход» (глина с шерстью, 1974)[3]
- «Два философа» (дерево, 1978)[1]
- «Лошадь пала» (дерево, 1979)[1]
- «В пути» (дерево, 1979)[1]
- «Уставшая» (дерево, 1979)[1]
- «Пейзаж» (глина с шерстью, 1979)[1]

- Портреты
  - А. Е. Зеленский (шамот, 1956)[3]
  - Д. М. Шаховской (гипс тонированный, 1957)[3]
  - Б. Е. Каплянский (шамот, 1969)[3]
  - И. С. Ефимов (гипс, 1970)[3]
  - А. А. Ахматова (дерево, 1979)[1]

- Декоративные вазы:
  - «8 Марта» (керамика, 1959)[3]
  - «Материнство» (керамика, 1964)[3]

Портреты Нины Жилинской выполнили Д. М. Шаховской (песчаник, 1955), Д. Д. Жилинский («Портрет жены» — масло, 1953 и 1954), А. Е. Зеленский (гипс тонированный, 1956), И. Ф. Блюмель (терракота, 1968).